# Sakla (Hiiumaa)
Sakla is een plaats in de Estlandse gemeente Hiiumaa, provincie Hiiumaa. De plaats heeft de status van dorp (Estisch: küla).
Tot in oktober 2017 behoorde Sakla tot de gemeente Pühalepa. In die maand werd Pühalepa bij de fusiegemeente Hiiumaa gevoegd.

## Bevolking
Het dorp had 32 inwoners op 31 december 2011 en 30 inwoners op 31 december 2021.

## Ligging
De Tugimaantee 80, de secundaire weg van Heltermaa via Kärdla naar Luidja, loopt langs de noordgrens van het dorp.
Ten noordoosten van het dorp ligt het natuurpark Kukka maastikukaitseala (151,5 ha). Het kerkhof van het dorp heet Palade kalmistu, naar het buurdorp Palade.

## Geschiedenis
Sakla werd in 1564 voor het eerst genoemd onder de naam Anders i Sakalä, een nederzetting op het landgoed Großenhof (Suuremõisa). Großenhof was op dat moment een kroondomein onder de Zweedse koning; de naam Anders wijst op een Zweedse bewoner. In 1798 werd het dorp voor het eerst Sakla genoemd.
Tussen 1977 en 1997 maakte Sakla deel uit van het buurdorp Palade.